# Mayos

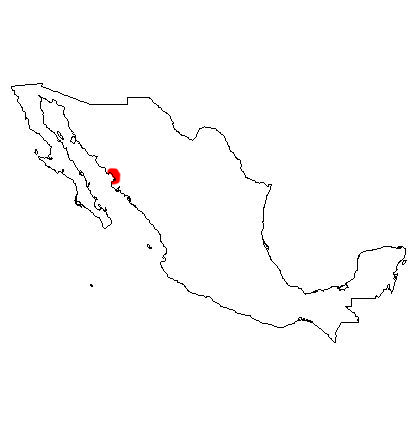
Territori dels mayo

Els mayos o yoremes són un poble indígena de Mèxic que parla una llengua uto-asteca parlada per uns 60.000 individus el 1997, i que viu sl nord de l'Estat mexicà de Sinaloa (Vall del Fuerte) i el sud de Sonora (Valle del Mayo). Llurs costums són semblants als dels tarahumare i yaqui.
El seu nombre ronda les 100.000 persones. Tenen usos, costums, tradicions i llengua propis. La religió que es practica tradicionalment és el catolicisme, pres des dels primers evangelitzadores jesuïtes que van arribar a aquesta regió en el segle xvi.
Tenen autoritats tradicionals pròpies, que es trien per vot, i es respecta la seva jerarquia a l'una de les lleis civils mexicanes.
S'autodenominen "yoreme" (el que respecta). Els primers pobladors de la regió es dedicaven inicialment a la cacera, a la pesca i a la recol·lecció. Gradualment van desenvolupar una tècnica agrícola que els va permetre assentar-se en una àmplia zona en diverses comunitats. A l'arribada dels espanyols als avui estats de Sonora i Sinaloa, els mayos formaven part d'una confederació índia constituïda per apatxes, pàpagos, pimes i yaquis, la finalitat de la qual era la defensa conjunta de la invasió d'altres grups, el respecte mutu dels seus respectius territoris i assegurar l'intercanvi cultural.

## Història
Els primers vestigis d'assentaments a la regió mayo, daten de l'any 180 aC, en l'actual municipi de Huatabampo, Sonora.
Després de la conquesta de Mèxic, es van organitzar campanyes militars pels espanyols, per sotmetre la regió mayo a la corona espanyola, en 1531. Foren visitats el 1552 per Diego Hurtado de Mendoza, però la seva submissió no es va aconseguir fins a 1599, gràcies a la mediació de missioners jesuïtes. El 1609-1610 ajudaren als espanyols contra els yaqui. El 1613 s'hi establí la missió del jesuïta Pedro Méndez, al poble de Santa Cruz de Mayo. Però no van cessar de resistir-se als espanyols. En 1740 va haver-hi un nou aixecament armat, que va acabar amb la victòria novament per als espanyols, després va haver-hi un nou període de pau que va durar gairebé un segle.
Per 1867 van tornar a prendre les armes juntament amb els yaquis, aquesta vegada contra el govern de Mèxic, i es va aconseguir un acord de pau, després de la revolució mexicana, amb el repartiment de terres en forma de béns comunals.
El 1891 participaren en la rebel·lió de Tomachic (Chihuahua) fins a setembre del 1892, de caràcter antiporfirista i dirigida per la mística Teresa Urrea (1873-1906), mestissa d'Ocarini (Sinaloa) que va atraure mayos i yaquis. Lluitaren fins al final, però ella fou deportada a Nogales (Arizona). Cap al 1930 el president Lázaro Cárdenas es va interessar pel seu benestar i els habilità terres de conreu.